# واسیلی لویت
واسیلی لویت (روسی: Васи́лий Алексе́евич Леви́т؛ زادهٔ ۲۴ فوریهٔ ۱۹۸۸) بوکسور اهل قزاقستان است.